# Dahlmannstraße (Wismar)

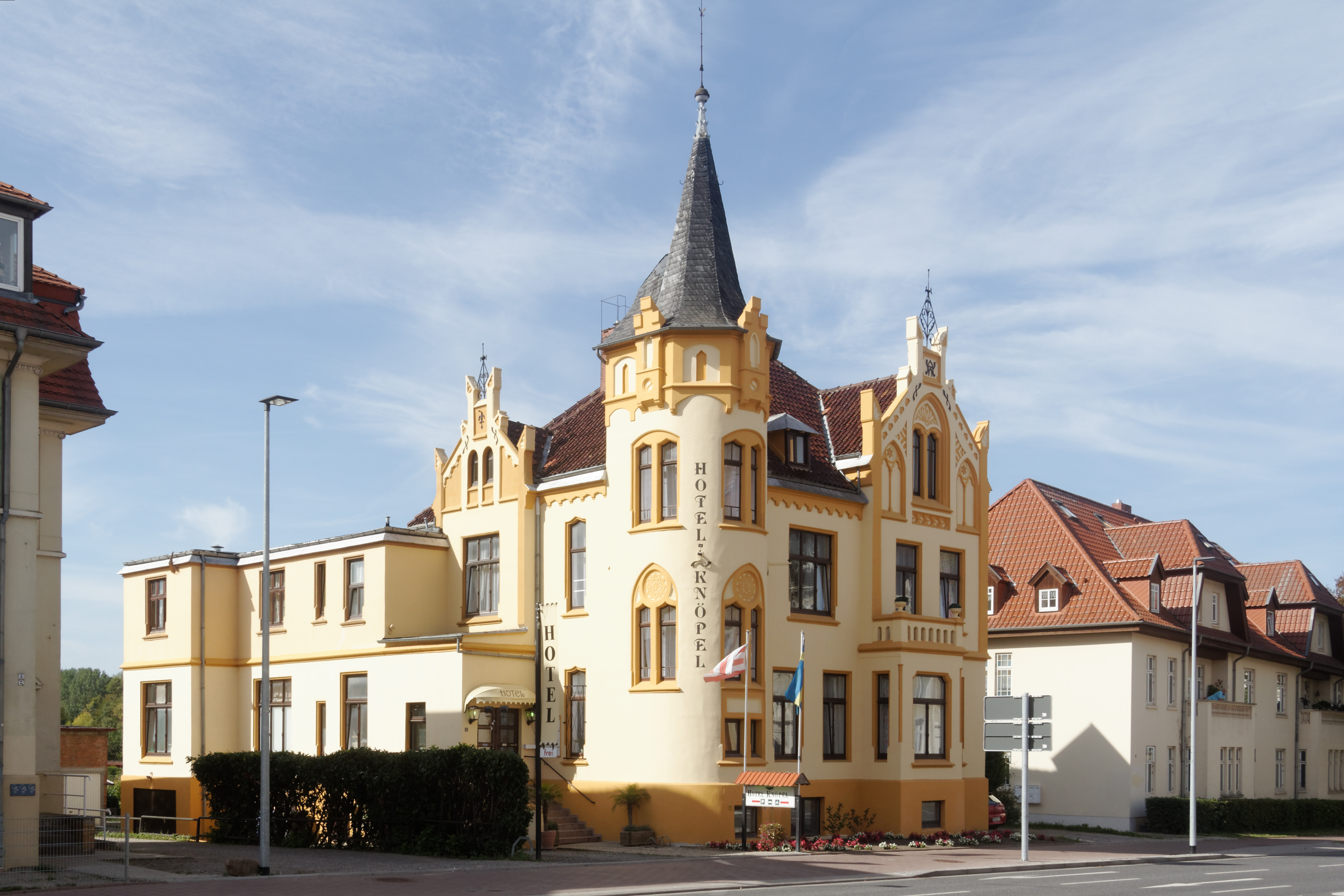
Nr. 4

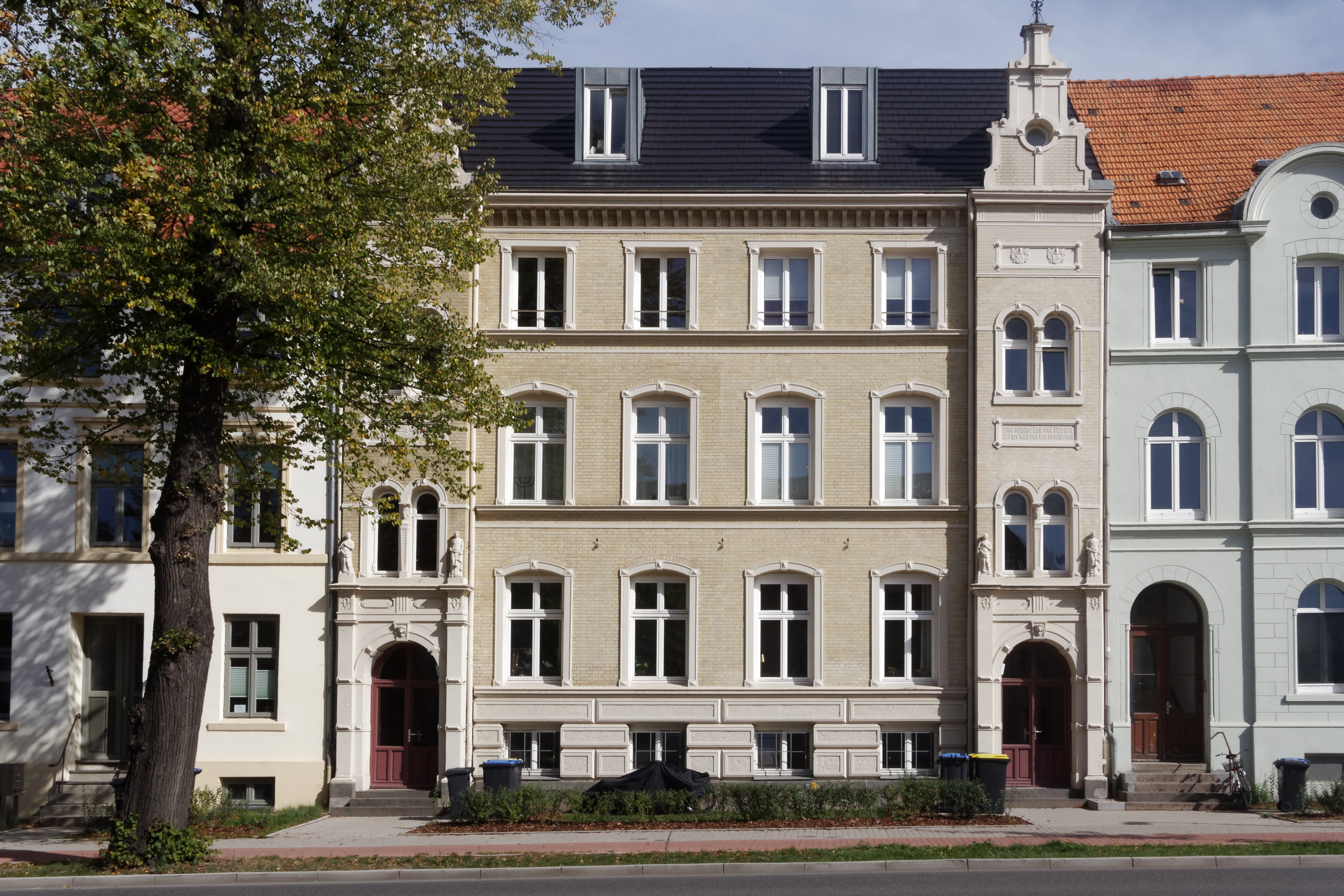
Nr. 13+15

Die historische Dahlmannstraße in Wismar liegt am südlichen Rand des Zentrums der Altstadt, die wie der Alte Hafen unter dem besonderen Schutz der UNESCO steht, nachdem Wismar 2002 in die Welterbeliste aufgenommen wurde.
Sie führt in Südost-Nordwest-Richtung von der Dr.-Leber-Straße / Schweriner Straße / Dankwartstraße bis zu den Straßen Lübsche Straße / Ulmenstraße in Richtung Alter Hafen oder nach Lübeck.

## Nebenstraßen

Wismar zur Zeit der Hanse

Die Nebenstraßen und Anschlussstraßen wurden benannt als Dr.-Leber-Straße nach dem Politiker (SPD) Julius Leber (1891–1945), Schweriner Straße nach der Landeshauptstadt Schwerin, Dankwartstraße nach dem Schmied Tangmar, der 1250 hier seine Schmiede hatte, Petriberg nach dem ehemaligen Petri-Thor in der Stadtmauer, unbenannter Weg, Neue Wallstraße seit 1901, Reuterplatz nach dem Schriftsteller Fritz Reuter, unbenannter Weg, Badstaven früher Stavenstraße nach der niederdeutschen Bezeichnung für eine öffentliche Badestube, Lübsche Straße nach der Hansestadt Lübeck (früher Lübekerstraße) und Ulmenstraße nach der Ulme.

## Geschichte

### Name
Die Straße wurde 1881 benannt nach dem national-liberalen Historiker Friedrich Christoph Dahlmann (1785–1860), der zu den Göttinger Sieben gehörte, die 1837 gegen die Aufhebung der 1833 eingeführten liberalen Verfassung im Königreich Hannover protestierten. Die sieben Professoren wurden deshalb entlassen. Dahlmann war Mitverfasser der Frankfurter Reichsverfassung von 1849.

### Entwicklung

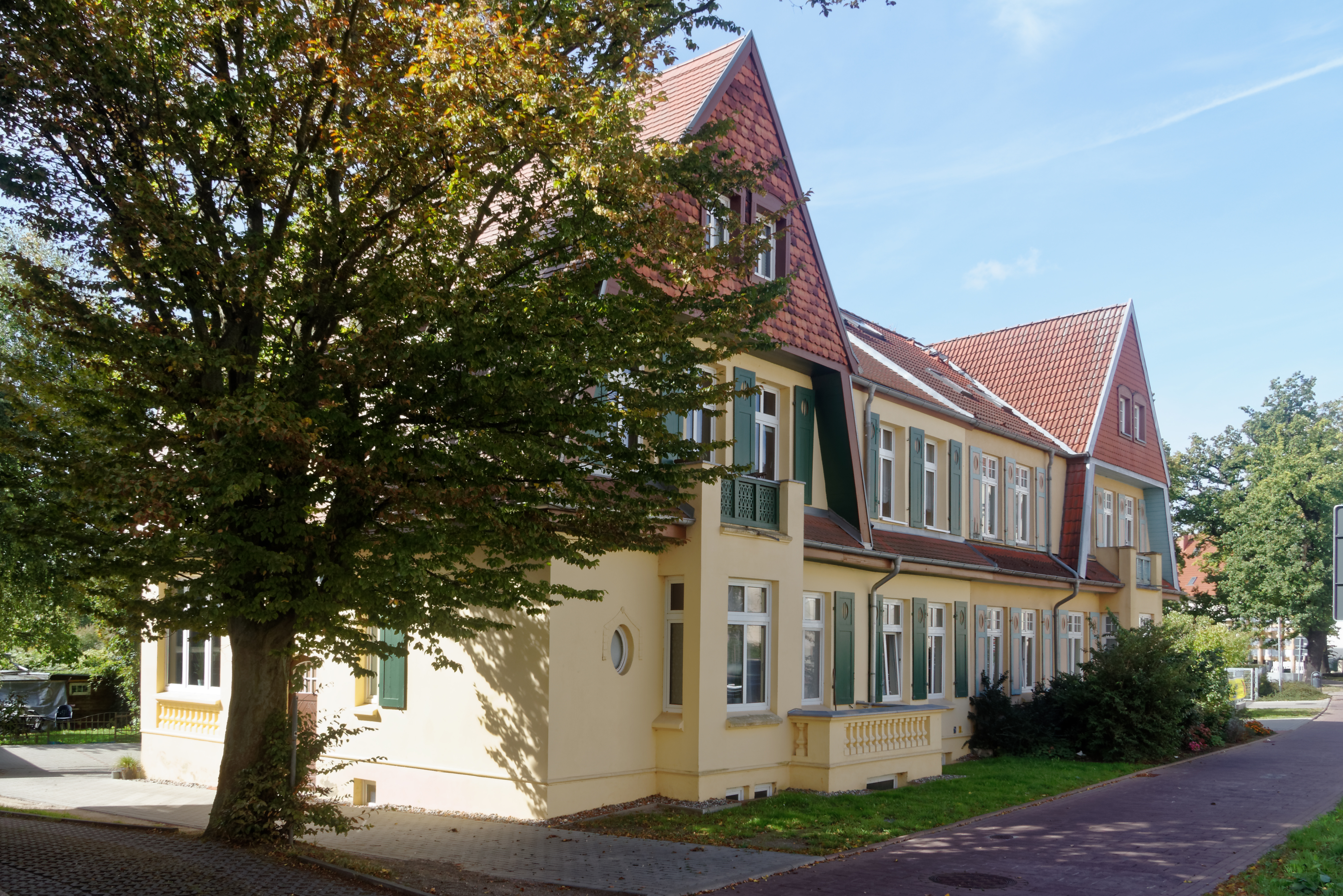
Nr. 10

Wismar wurde im Mittelalter ein wichtiges Mitglied der Hanse. Ab etwa 1276 umschloss Wismar eine Stadtmauer, die im 17. Jahrhundert zur Festung Wismar ausgebaut wurde. Ab 1721 wurde die Stadtfestung reduziert. Nördlich der Straße lag der Abschnitt der Stadtmauer vom Mecklenburger Tor bis zum Lübschen Tor, dazwischen sechs Wehrtürme, davor der Weg Reeperbahn bzw. Reiferbahn, benannt nach den Seilereien. Ab 1869 wurden hier Mauer, Türme und Tore abgerissen, um die Stadtentwicklung zu verbessern und der Weg vor der Mauer wurde zur Straße ausgebaut.
An der begrünten Straße entstanden zumeist Wohnhäuser, Villen sowie vor und um 1900 mehrere Schulen. Bis um 2011 wurden mehrere Parkplätze erstellt. Die Straße entwickelte sich als Teil des äußeren Straßenringes um die Altstadt mit den weiteren Straßen Ulmenstraße, Am Hafen, Wasserstraße, Bahnhofstraße, Bauhofstraße und Dr.-Leber-Straße.

## Gebäude, Anlagen (Auswahl)

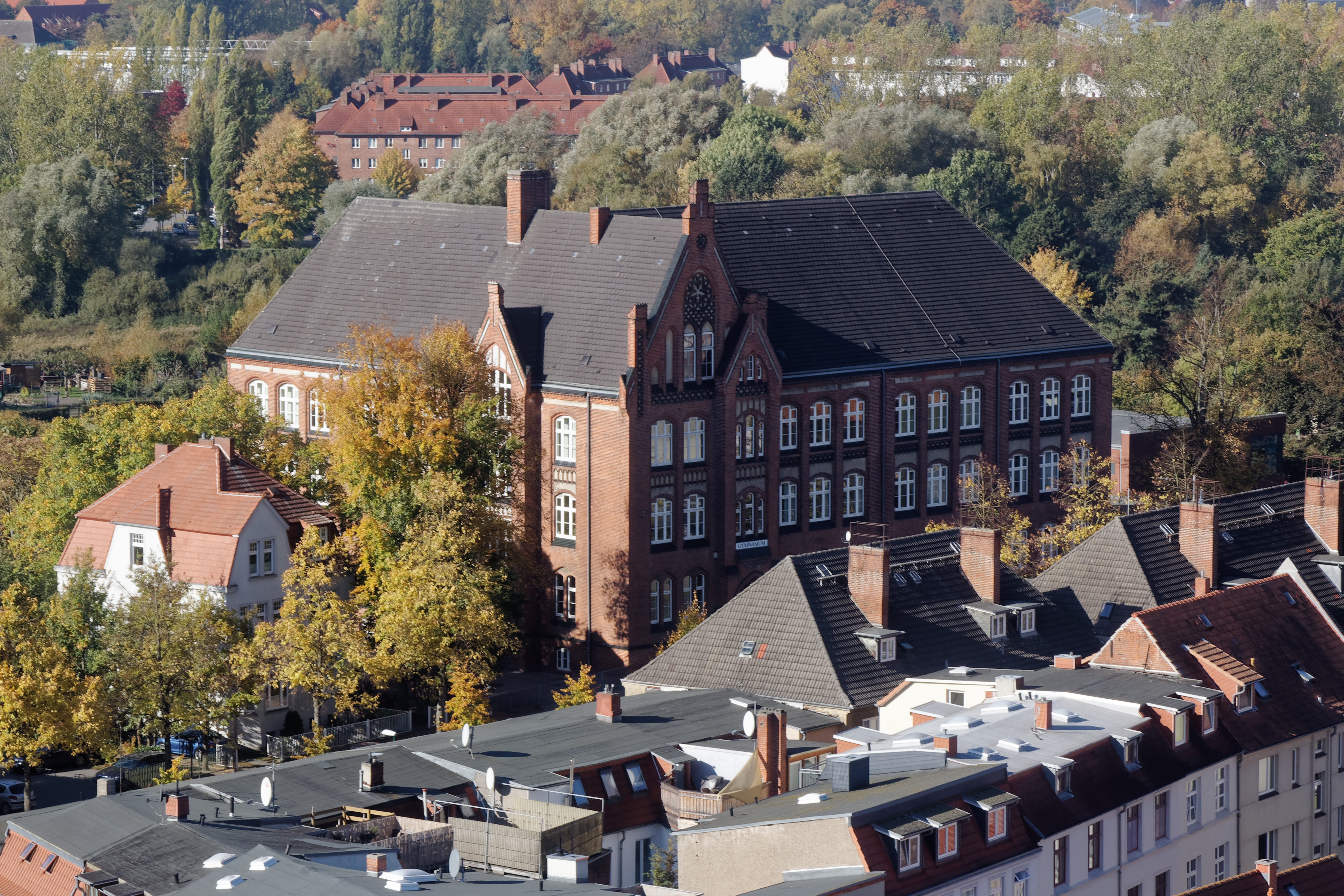
Nr. 40: Gerhart-Hauptmann-Gymnasium

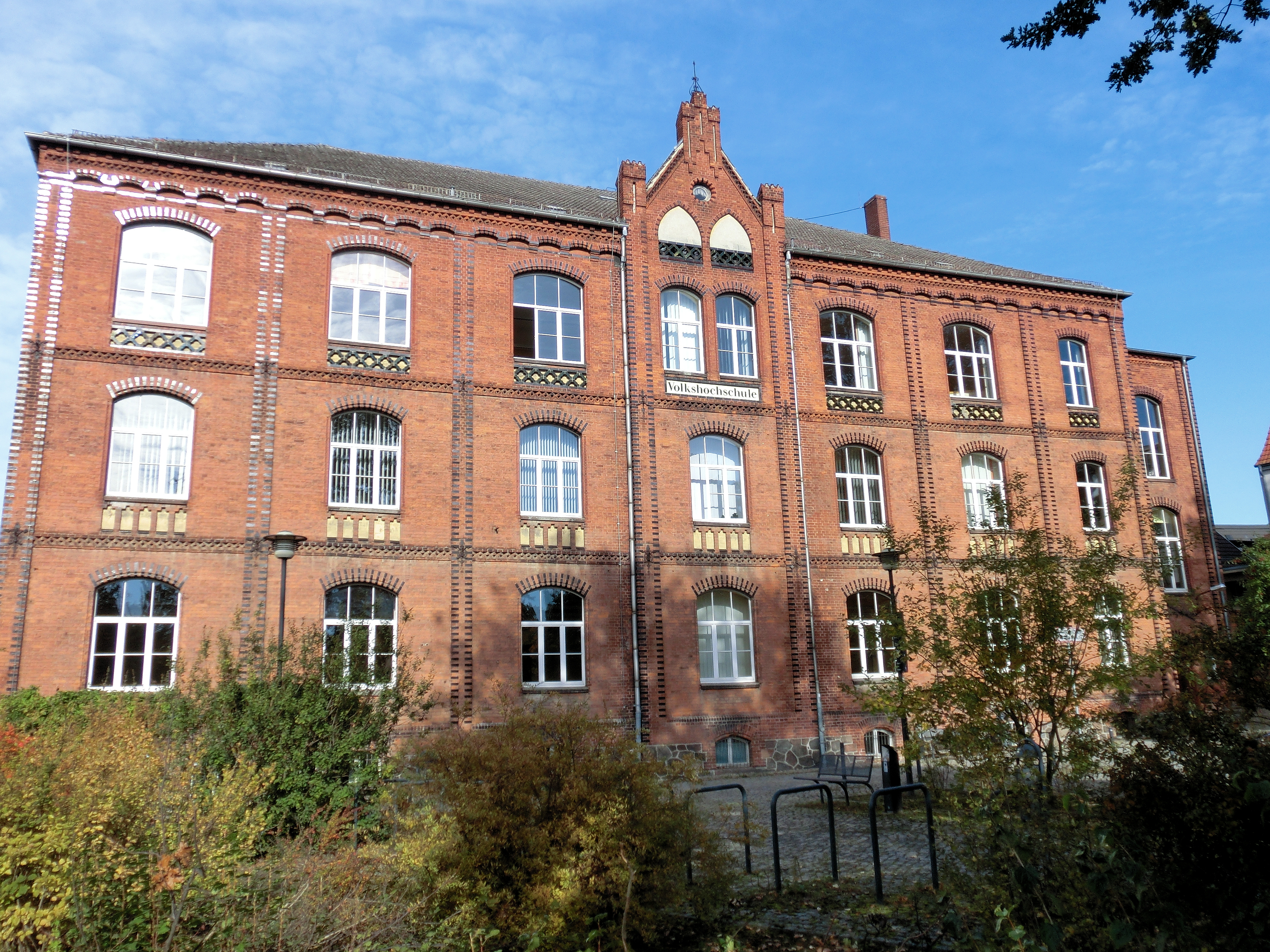
Badstaven 20: Volkshochschule

An der Straße stehen zumeist zwei- bis dreigeschossige Wohnhäuser und Villen, viele im Stil des Historismus und aus der Zeit um 1900. Die mit (D) gekennzeichneten Häuser stehen unter Denkmalschutz.
- Dankwartstraße Nr. 69 Ecke Dahlmannstraße: 2-gesch. Wohnhaus mit markantem 3-gesch. Ecktürmchen
- Nr. 1–29: Zumeist 2-gesch. Wohnhäuser oft aus der Zeit um 1900[5]
- Nr. 4: 2-gesch. Villa von um 1900 (D) mit dem markanten viergeschossigen runden Ecktürmchen und zwei Giebelrisaliten sowie den neueren Anbauten; heute Hotel
- Nr. 6+8: 2-gesch. Wohnhaus
- Nr. 10+12: 2-gesch. Doppelhaus von 1909 (D) mit zwei seitlichen Giebelrisaliten
- Nr. 13: 3-gesch. Wohnhaus (D) mit hohem Sockelgeschoss und zwei seitlichen Giebelrisaliten
- Nr. 15: 3-gesch. Wohnhaus (D)
- Nr. 14: 2- und 3-gesch. historisierende verklinkerte Fritz-Reuter-Schule (D); zweizügige Grundschule mit 3-gesch. Neubau sowie Reuterhort
- Nr. 21/23: 2-gesch. Doppelwohnhäuser, Nr. 21 mit Seitenrisalit, um 2000/01 saniert[6]
- Nr. 22: 2-gesch. Villa Wilhelmine (D) mit Anzeigenverlag Wismar
- Nr. 26: 2-gesch. Wohnhaus (D)
- Nr. 28: 2-gesch. Villa, südliche Hälfte (D)
- Nr. 30: 2-gesch. Doppelwohnhaus, nördl. Hälfte (D)
- Nr. 32: 2-gesch. Villa (D)
- Nr. 38: 2-gesch. Villa (D); heute mit Praxis
- Nr. 39: 2-gesch. Wohnhaus, saniert 2000[7]
- Nr. 40: 3-gesch. verklinkerte ehem. Knabenvolksschule von 1905 (D) nach Plänen von Johannes Busch (Wismar), 1908 mit 922 Schülern, ab 1920 städtische Volks- und Mittelschule, ab 1949 Gerhart-Hauptmann-Schule, ab 1992 Gerhart-Hauptmann-Gymnasium (GHG); 2018/19 zwei- bis vierzügige Schule (Profilrichtung MINT-Fächer) mit ca. 510 Schülern bis Klasse 12
- Nr. 51/53: 3-gesch. historisierende Wohnhäuser mit Mezzaningeschoss
- Badstaven Nr. 20, Ecke Dahlmannstraße: 3-gesch. verklinkerte historisierende Schule von 1889 (D) nach Plänen von Gustav Dehn (Schwerin, Rostock) mit Mittelrisalit; ehem. Mädchen-Volksschule, ab 1949 Pestalozzi-Oberschule (POS), seit um 2001 Volkshochschule Wismar bzw. Kreisvolkshochschule Nordwestmecklenburg
  - ehem. Schulhof seit ab 2001 Park und Parkplatz
- Lübsche Straße Nr. 106a, Ecke Dahlmannstraße am Kreisverkehr: 1-gesch. neue Villa mit Walmdach

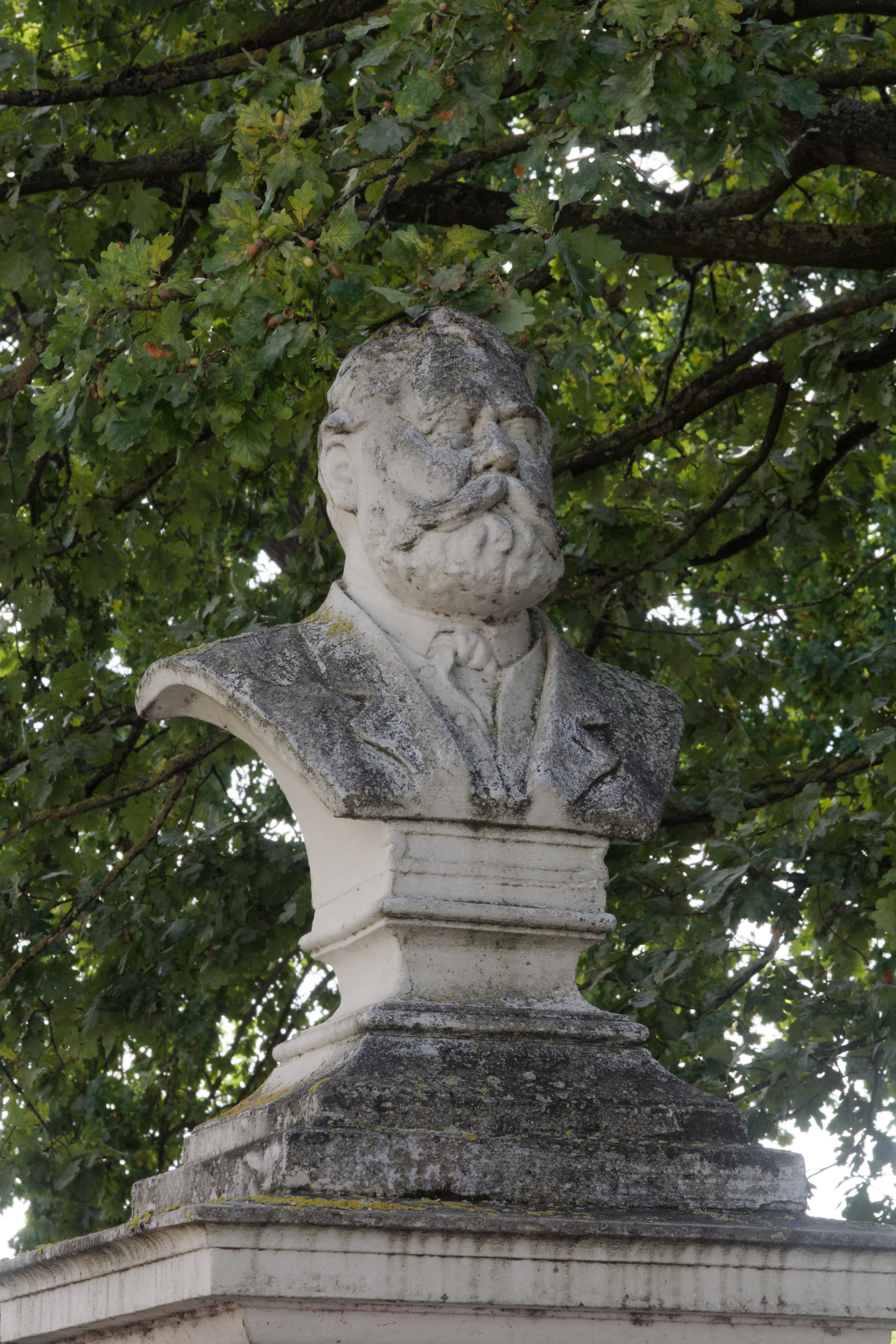
Fritz-Reuter-Büste

### Denkmale
- Skulptur: Fritz-Reuter-Büste von 1896 von Hermann Zimmermann (D), 1988 versetzt vor die Reuter-Schule
- ehem. Denkmal für die Gefallenen des Ersten Weltkriegs am Fritz-Reuter-Platz, 1945 abgerissen, heute Kinderspielplatz